# Плавання на літніх Олімпійських іграх 2024 — 100 метрів брасом (чоловіки)
Змагання з плавання на 100 метрів брасом серед чоловіків на літніх Олімпійських іграх 2024 відбудуться 27 і 28 липня на Арені Дефанс. Це буде п'ятнадцята поспіль поява цієї дисципліни на Олімпійських іграх. Її проводили на кожній Олімпіаді починаючи з 1968 року.

## Формат змагань
Змагання складаються з трьох раундів: попередні запливи, півфінали та фінал. Плавці, що показали 16 найкращих результатів у попередніх запливах, виходять до півфіналів. Плавці, що показали 8 найкращих результатів у півфіналах, виходять до фіналу. У тому разі, коли на останнє місце потрапляння до півфіналів чи фіналу претендують два, чи більше плавця з однаковим часом, передбачено перепливання.

## Розклад
Вказано центральноєвропейський час (UTC+1)
| Дата          | Час   | Раунд              |
| ------------- | ----- | ------------------ |
| 27 липня 2024 | 10:00 | Попередні запливи. |
| 27 липня 2024 | 19:37 | Півфінали          |
| 28 липня 2024 | 17:30 | Фінал              |

## Результати

### Попередні запливи
| Місце | Заплив | Доріжка | Плавець                        | Країна                             | Час     | Нотатки |
| ----- | ------ | ------- | ------------------------------ | ---------------------------------- | ------- | ------- |
| 1     | 3      | 6       | Каспар Корбо                   | Нідерланди (NED)                   | 59.04   | Q       |
| 2     | 4      | 4       | Адам Піті                      | Велика Британія (GBR)              | 59.18   | Q       |
| 3     | 4      | 7       | Ілля Шиманович                 | Допущені нейтральні атлети (ANA)   | 59.25   | Q       |
| 4     | 4      | 5       | Ніколо Мартіненьї              | Італія (ITA)                       | 59.39   | Q       |
| 4     | 5      | 5       | Арно Каммінга                  | Нідерланди (NED)                   | 59.39   | Q       |
| 6     | 4      | 1       | Джеймс Вілбі                   | Велика Британія (GBR)              | 59.40   | Q       |
| 7     | 5      | 6       | Мелвін Імуду                   | Німеччина (GER)                    | 59.49   | Q       |
| 8     | 4      | 3       | Лукас Мацерат                  | Німеччина (GER)                    | 59.52   | Q       |
| 9     | 5      | 4       | Цінь Хайян                     | Китай (CHN)                        | 59.58   | Q       |
| 10    | 3      | 4       | Нік Фінк                       | США (USA)                          | 59.66   | Q       |
| 11    | 4      | 8       | Бернгард Райтсгаммер           | Австрія (AUT)                      | 59.68   | Q       |
| 12    | 3      | 1       | Джошуа Йонґ                    | Австралія (AUS)                    | 59.75   | Q       |
| 13    | 3      | 5       | Євген Сомов                    | Допущені нейтральні атлети (ANA)   | 59.83   | Q       |
| 14    | 4      | 6       | Чарлі Свонсон                  | США (USA)                          | 59.92   | Q       |
| 15    | 3      | 2       | Лудовіко Блу Арт Віберті       | Італія (ITA)                       | 59.93   | Q       |
| 16    | 3      | 8       | Рон Полонський                 | Ізраїль (ISR)                      | 1:00.00 | Q       |
| 17    | 5      | 3       | Сунь Цзяцзюнь                  | Китай (CHN)                        | 1:00.11 | R       |
| 18    | 5      | 7       | Чой Донгйоль                   | Південна Корея (KOR)               | 1:00.17 | R       |
| 19    | 3      | 7       | Таку Таніґучі                  | Японія (JPN)                       | 1:00.20 |         |
| 20    | 4      | 2       | Андрюс Шідлаускас              | Литва (LTU)                        | 1:00.29 |         |
| 21    | 5      | 2       | Беркай Омер Огретір            | Туреччина (TUR)                    | 1:00.36 |         |
| 22    | 5      | 8       | Ян Калусовський                | Польща (POL)                       | 1:00.40 |         |
| 23    | 5      | 1       | Денис Петрашов                 | Киргизстан (KGZ)                   | 1:00.42 |         |
| 24    | 3      | 3       | Сем Вільямсон                  | Австралія (AUS)                    | 1:00.50 |         |
| 25    | 2      | 5       | Антон Маккі                    | Ісландія (ISL)                     | 1:00.62 |         |
| 26    | 2      | 6       | Джейдон Вілліс                 | Антигуа і Барбуда (ANT)            | 1:02.70 |         |
| 27    | 2      | 2       | Адріан Робінсон                | Ботсвана (BOT)                     | 1:02.79 |         |
| 28    | 2      | 3       | Александр Ґран'П'єр            | Гаїті (HAI)                        | 1:02.85 |         |
| 29    | 2      | 1       | Тасі Лімтьяко                  | Федеративні Штати Мікронезії (FSM) | 1:04.14 |         |
| 30    | 2      | 8       | Абдулазіз Аль-Обайдлі          | Катар (QAT)                        | 1:04.31 |         |
| 31    | 1      | 4       | Стівен Інсіксієнґмей           | Лаос (LAO)                         | 1:04.64 |         |
| 32    | 1      | 3       | Меттью Лоуренс                 | Мозамбік (MOZ)                     | 1:04.95 |         |
| 33    | 2      | 7       | Джонатан Рахарвель             | Мадагаскар (MAD)                   | 1:05.20 |         |
| 34    | 1      | 5       | Міка Масей                     | Американське Самоа (ASA)           | 1:05.95 |         |
| 35    | 1      | 6       | Чадд Нінґ                      | Свазіленд (SWZ)                    | 1:09.85 |         |
|       | 2      | 4       | Мігель Алехандро Де Лара Охеда | Мексика (MEX)                      | DSQ     |         |

### Півфінали
Плавці, що показали 8 найкращих результатів незалежно від запливу, виходять до фіналу.
| Місце | Заплив | Доріжка | Плавець                  | Країна                           | Час     | Нотатки |
| ----- | ------ | ------- | ------------------------ | -------------------------------- | ------- | ------- |
| 1     | 1      | 4       | Адам Піті                | Велика Британія (GBR)            | 58.86   | Q       |
| 2     | 2      | 2       | Цінь Хайян               | Китай (CHN)                      | 58.93   | Q       |
| 3     | 2      | 3       | Арно Каммінга            | Нідерланди (NED)                 | 59.12   | Q       |
| 4     | 1      | 2       | Нік Фінк                 | США (USA)                        | 59.16   | Q       |
| 5     | 2      | 4       | Каспар Корбо             | Нідерланди (NED)                 | 59.24   | Q       |
| 6     | 1      | 5       | Ніколо Мартіненьї        | Італія (ITA)                     | 59.28   | Q       |
| 7     | 1      | 6       | Лукас Мацерат            | Німеччина (GER)                  | 59.31   | Q       |
| 8     | 2      | 6       | Мелвін Імуду             | Німеччина (GER)                  | 59.38   | QSO     |
| 8     | 2      | 8       | Лудовіко Блу Арт Віберті | Італія (ITA)                     | 59.38   | QSO     |
| 10    | 2      | 5       | Ілля Шиманович           | Допущені нейтральні атлети (ANA) | 59.45   | R       |
| 11    | 1      | 3       | Джеймс Вілбі             | Велика Британія (GBR)            | 59.49   |         |
| 12    | 1      | 7       | Джошуа Йонґ              | Австралія (AUS)                  | 59.64   |         |
| 13    | 2      | 1       | Євген Сомов              | Допущені нейтральні атлети (ANA) | 1:00.00 |         |
| 14    | 1      | 1       | Чарлі Свонсон            | США (USA)                        | 1:00.16 |         |
| 15    | 2      | 7       | Бернгард Райтсгаммер     | Австрія (AUT)                    | 1:00.18 |         |
| 16    | 1      | 8       | Рон Полонський           | Ізраїль (ISR)                    | 1:00.37 |         |

### Свім-офф
| Місце | Доріжка | Плавець                  | Країна          | Час   | Нотатки |
| ----- | ------- | ------------------------ | --------------- | ----- | ------- |
| 1     | 4       | Мелвін Імуду             | Німеччина (GER) | 59.69 | Q       |
| 2     | 5       | Лудовіко Блу Арт Віберті | Італія (ITA)    | 59.90 |         |

### Фінал
| Місце | Доріжка | Плавець           | Країна                | Час   | Нотатки |
| ----- | ------- | ----------------- | --------------------- | ----- | ------- |
| 1     | 7       | Ніколо Мартіненьї | Італія (ITA)          | 59.03 |         |
| 2     | 4       | Адам Піті         | Велика Британія (GBR) | 59.05 |         |
| 2     | 6       | Нік Фінк          | США (USA)             | 59.05 |         |
| 4     | 8       | Мелвін Імуду      | Німеччина (GER)       | 59.11 |         |
| 5     | 1       | Лукас Мацерат     | Німеччина (GER)       | 59.30 |         |
| 6     | 3       | Арно Каммінга     | Нідерланди (NED)      | 59.32 |         |
| 7     | 5       | Цінь Хайян        | Китай (CHN)           | 59.50 |         |
| 8     | 2       | Каспар Корбо      | Нідерланди (NED)      | 59.98 |         |